# Hermann Kobold
Hermann Kobold (5 août 1858 – 11 juin 1942) est un astronome allemand.
Il a découvert 22 galaxies dans l'amas de la Chevelure de Bérénice.
De 1908 à 1938, il est l'éditeur de Astronomische Nachrichten.
Il est enterré au cimetière du Sud de Kiel. L'astéroïde (1164) Kobolda a été nommé en son honneur.